# Анаспида
Анаспида (Anaspida) су изумрли кичмењаци без вилица који припадају класи остракодерми и чији се фосили највише налазе у наслагама из силура и девона. Живели су у слатким водама и били малог раста, до 0,5 m дужине. Тело им је било покривено оклопом који је био изграђен од мањих коштаних плоча. Оклоп се на предњем делу завршавао ростралним врхом (грч. aspis, aspidos = штит).
Неке од врста које припадају овом реду су:
- Lasanius problematicus
- Birkenia elegans.